# ピラタス PC-9
ピラタス PC-9
オーストラリア空軍のPC-9/A
- 用途：基本練習機、COIN機
- 製造者：ピラタス
- 運用者

-  スイス（ スイス空軍）
-  サウジアラビア（ サウジアラビア空軍）
-  オーストラリア（ オーストラリア空軍）
-  クロアチア（ クロアチア空軍）他

- 初飛行：1984年5月7日
- 生産数：605機
- 運用開始：1984年
- 運用状況：現役

ピラタス PC-9（英語: Pilatus PC-9）は、スイスのピラタスがPC-7 ターボトレイナーの高性能型として開発した、ターボプロップ単発の練習機。世界で15か国以上に採用され、アメリカ空・海軍の初等練習機T-6 テキサンIIの原型機にもなっている。

## 概要

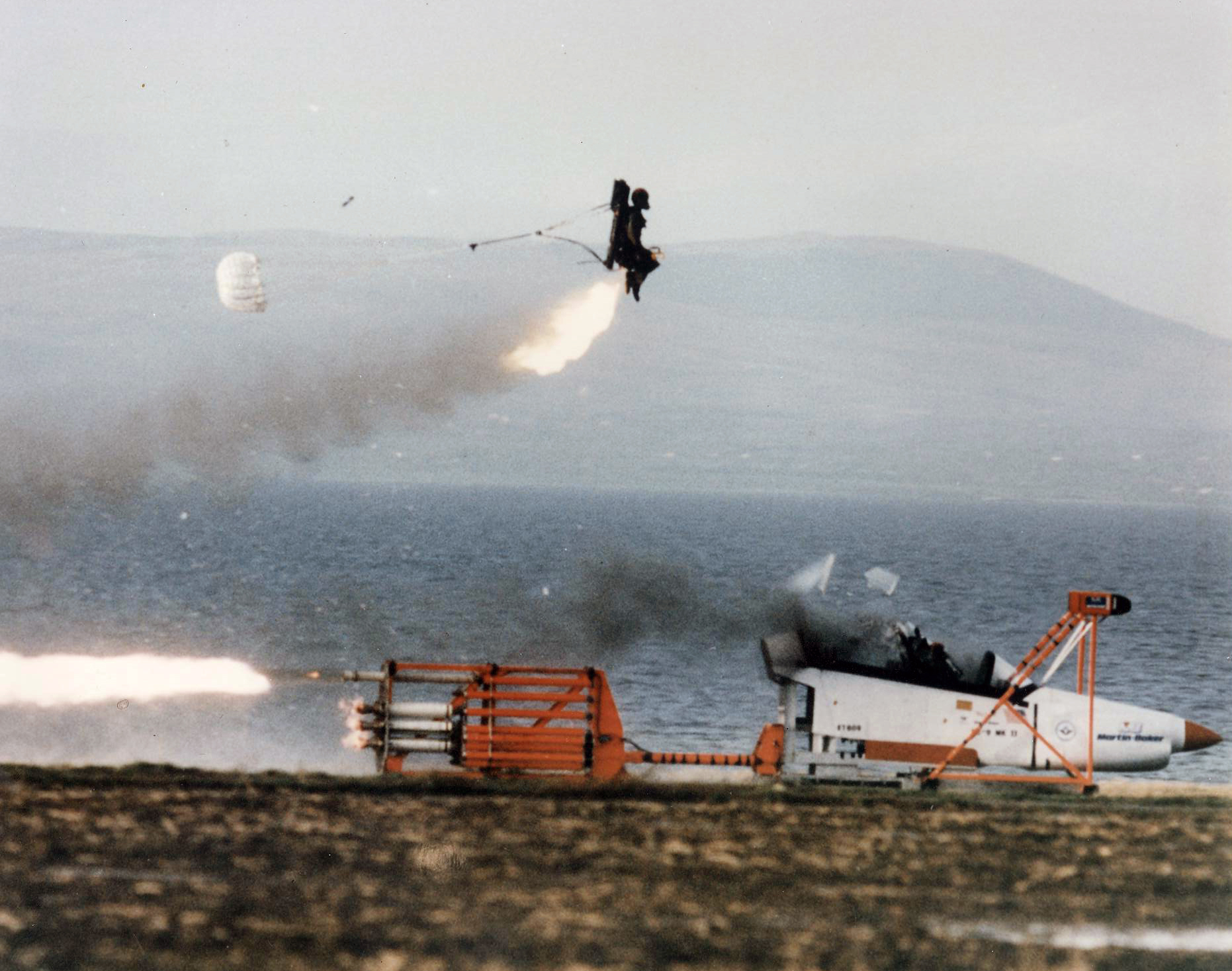
マーチンベーカーによるPC-9用射出座席のテスト風景（1993年）

ピラタスは、PC-7 ターボトレイナーの開発で成功を収めたが、より高性能で幅広い訓練を実施できる次世代練習機の開発を検討し、1982年5月から開発に着手した。この次世代練習機はPC-7の基本設計を踏襲することとし、1982-83年にかけてPC-7を使った空力構成要素の試験が行われ、先行量産機2機の製造が開始された。先行量産型初号機は1984年5月7日に初飛行し、2号機も同年7月20日に初飛行した。1985年9月19日には曲技機としての型式証明を取得した。
ピラタスはPC-9をイギリス空軍のジェット・プロヴォストの後継となる次期練習機計画AST41に応募していたが、EMB-312ツカノに敗れた。しかしこの時機体改修を担当することになっていたブリティッシュ・エアロスペースとのつながりが、サウジアラビアからの最初の受注に繋がった。
機体形状はPC-7に似ているが、PC-7との共通部分は10%程度しかない。コックピットは、後席の位置を15cm高くし、後席からの前方視界を改善した他、座席はマーチン・ベイカー製の射出座席となった。胴体下にはエアブレーキが追加され、プロペラブレードは4翅に増やされた。エンジンはプラット・アンド・ホイットニー・カナダ製のPT6A-62が搭載され、最大出力857kWを708kWまで押さえているが、それでもターボプロップ練習機としてはパワフルなものになった。主翼にはハードポイントが6箇所あり、PC-7同様に武装して軽攻撃任務にも使用可能であるが、軽攻撃機として運用している国は少ない。
派生型として、アメリカ空・海軍の統合基本航空機訓練システム計画（JPATS計画）向けの改修を施したPC-9 Mk.II（T-6 テキサンIIとして採用）や、PC-7 Mk.IIで使われた技術をフィードバックし外見もPC-7 Mk.IIと同様になった能力向上型PC-9Mなどが存在する。PC-9Mは、より大型のドーサル・フィンを持ち、縦安定性が向上されるとともに、主翼付け根のフェアリングの形状が改められ、低速時の操縦性の改善と失速速度の低下につながった。また、スロベニア空軍のPC-9MはHOTAS概念やチャフ・フレアディスペンサー、ハネウェル製電子飛行計器システムなどを追加した軽攻撃機仕様で、フドウルニク（Hudournik、ヨーロッパアマツバメの意）の名称が与えられている。
ピラタスでは1機で初等訓練から高等訓練まで対応できるとしているが、航空機の操縦に不慣れな訓練生が乗る初等訓練機としては950馬力もの出力は高すぎて現実的ではないため、導入国の中には初等訓練のために別の機体を導入する国もある。また強力なエンジンや射出座席などのオプションを採用したことから価格が上昇し、開発国のスイスでは少数が標的曳航などに使用されているのみに留まっている。
ドイツでは標的曳航用として民間企業のホルステネア社がドイツ空軍に代わって機体を運用している他、コンドル航空でも使用している。また、曲技飛行機としても運用可能なことから、オーストラリア空軍の「ルーレッツ」、クロアチア空軍の「クリラ・オルイェ」などのアクロバット・チームでも使用している。
現在はPC-7にPC-9やPC-21に採用した新技術がフィードバックされた改良モデル「PC-7MKX」に後を譲って生産を終了しているが、派生型のT-6は現在でも販売されている。

## 派生型

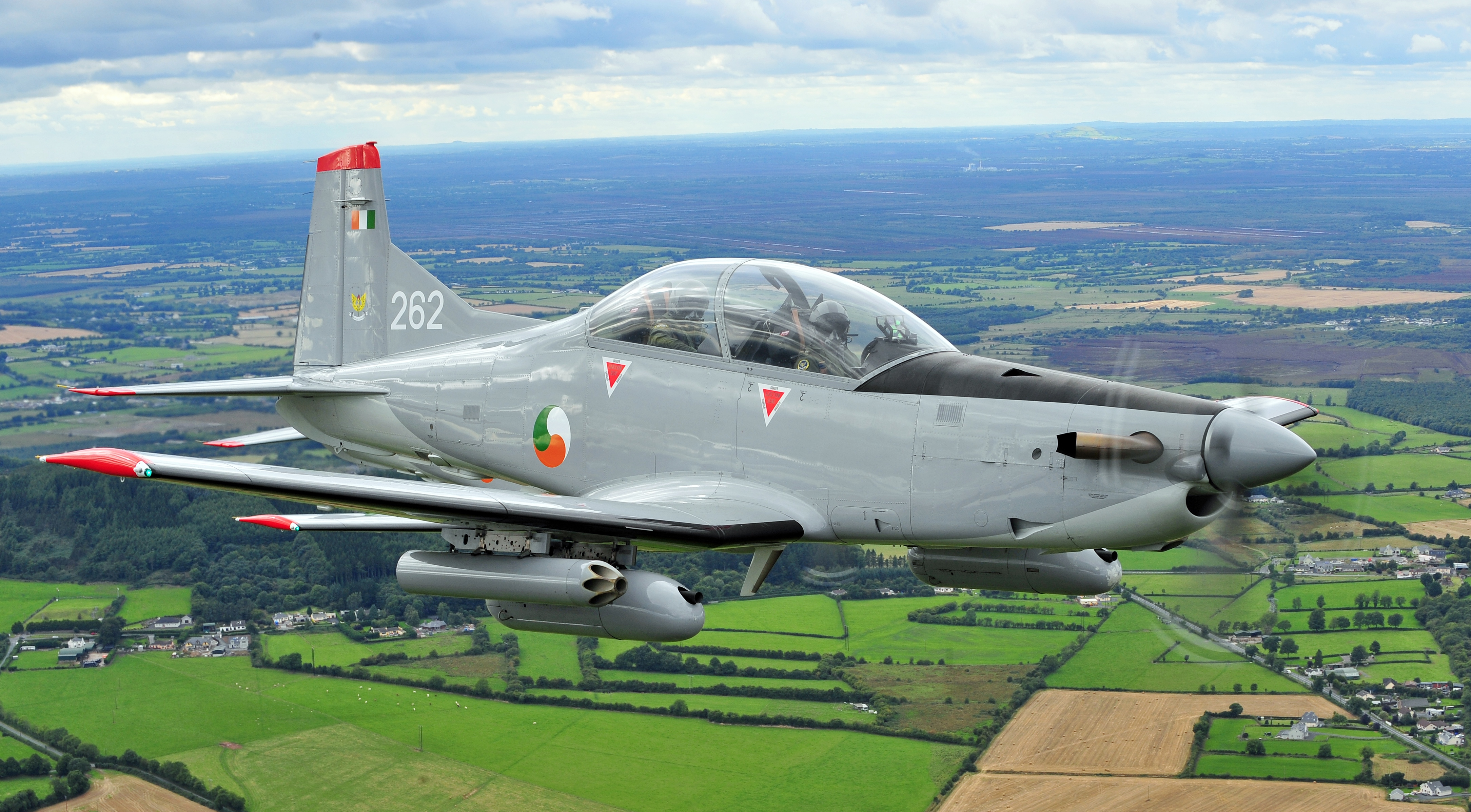
パイロンに武装を搭載した状態(アイルランド空軍のPC-9M)

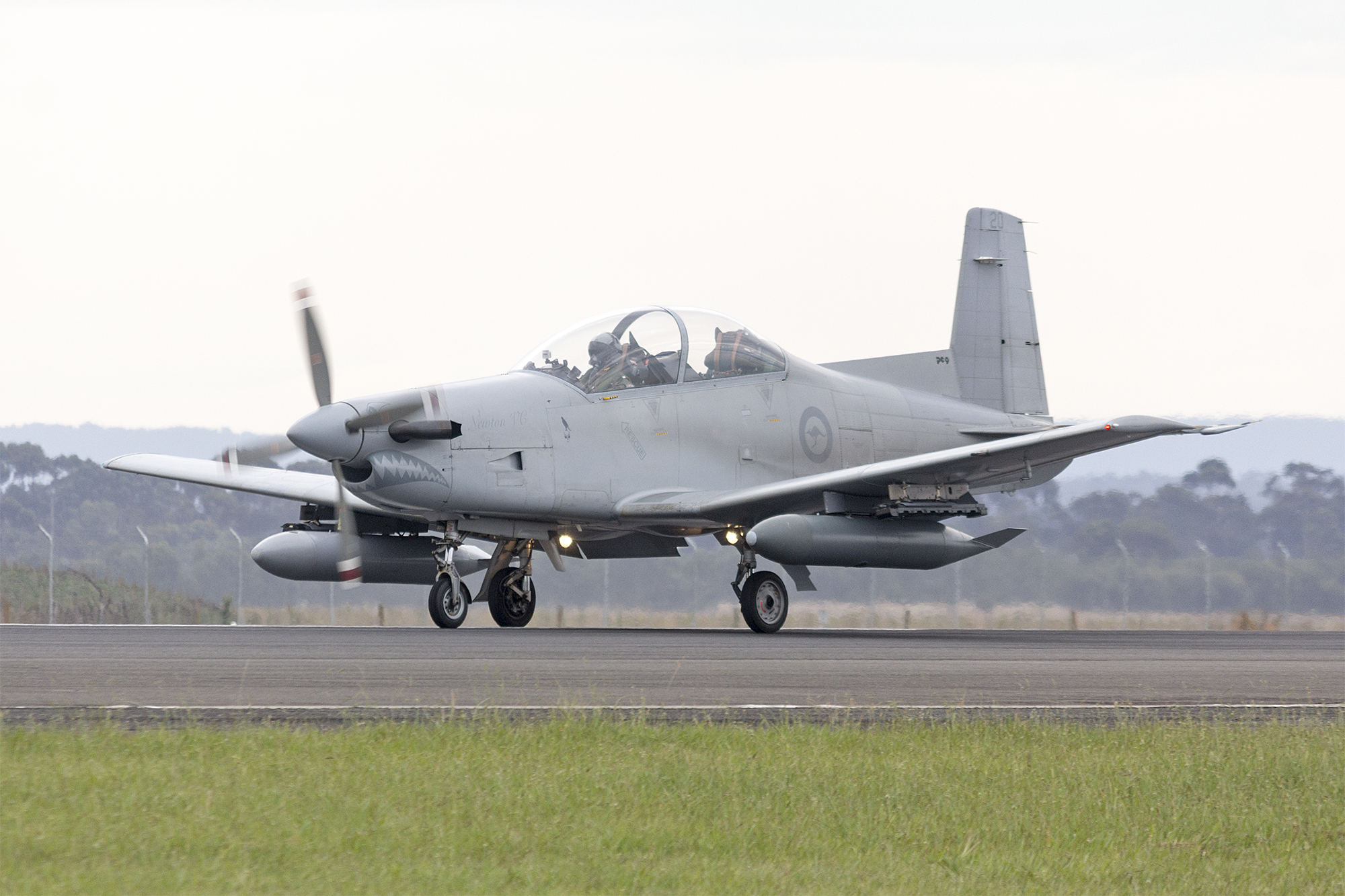
オーストラリア空軍の前線航空管制機仕様

PC-9
初期生産型。
PC-9 Mk.II（T-6 テキサンII）
アメリカのJPATS計画向けに提案された改良型。
PC-9の生産終了後も販売されており、カナダやイギリスで導入されている。
PC-9M
PC-7 Mk.IIで使われた技術をフィードバックした能力向上型。
PC-9M フドウルニク
スロベニア空軍向けの軽攻撃機仕様。
PC-9/A
オーストラリア空軍向け生産型。同国のホーカー・デ・ハビランドにてライセンス生産された。一部は前線航空管制機に改修されている。
PC-9B
ドイツ空軍向け標的曳航型。
BF.19
タイ空軍でのPC-9の呼称。

## 採用国
- アンゴラ
- オーストラリア

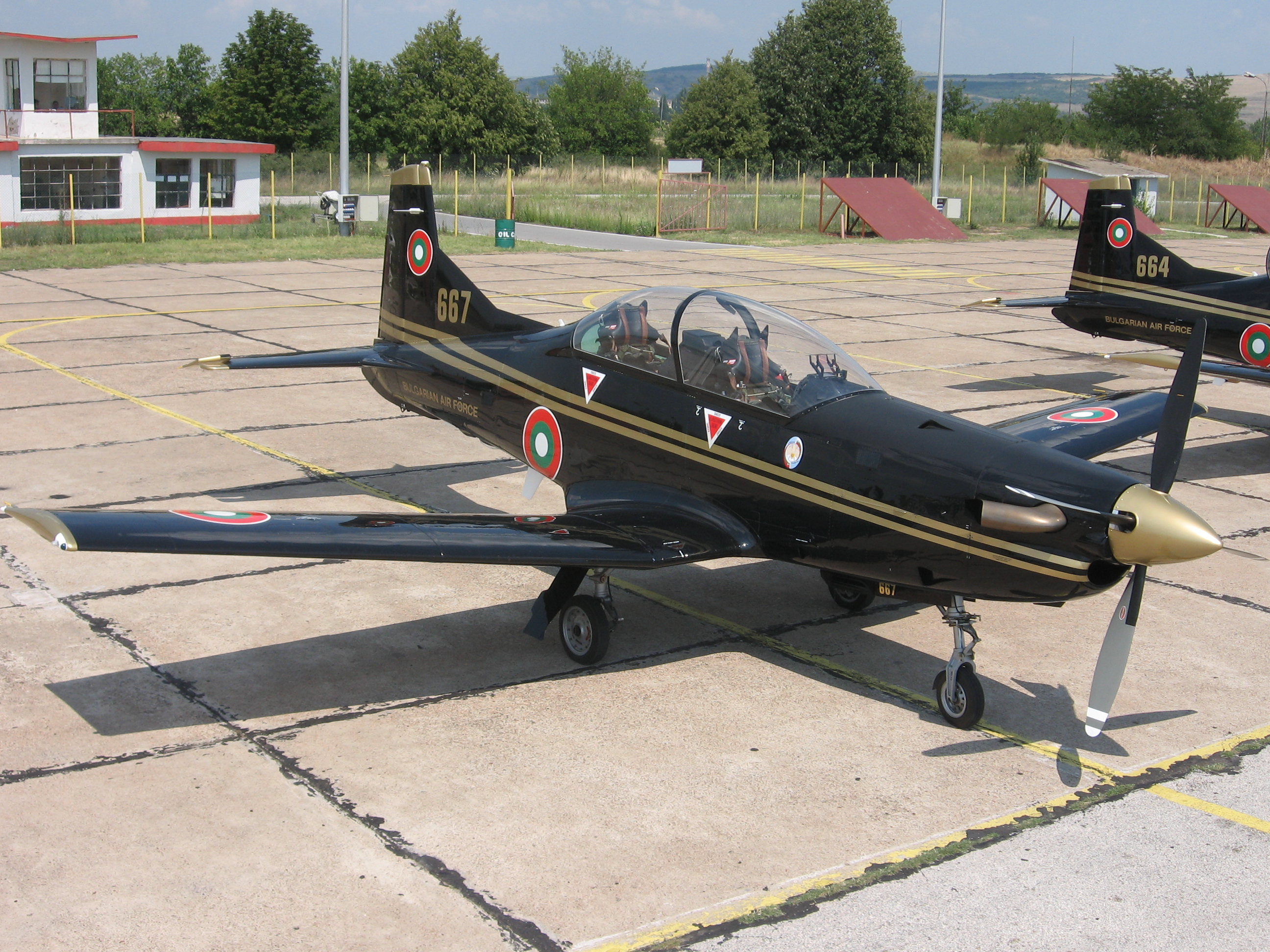
ブルガリア空軍のPC-9M

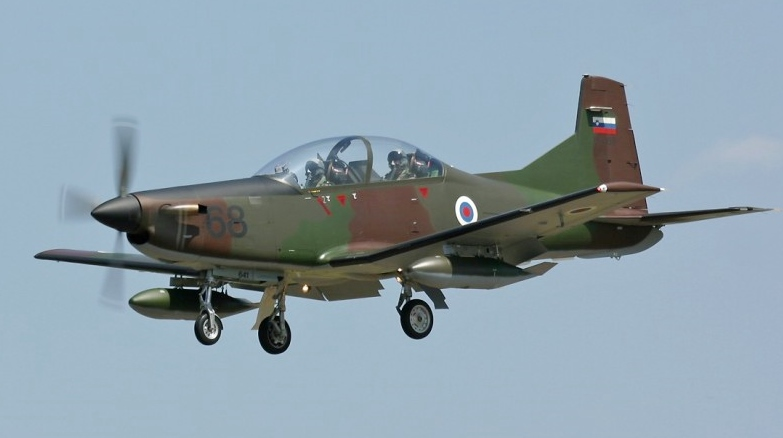
スロベニア空軍のPC-9M フドウルニク

- ブルガリア - 2024年時点で、ブルガリア空軍が基本練習機として6機のPC-9Mを保有[5]。
- スイス
- キプロス
- ドイツ
- クロアチア
- イラク
- アイルランド
- メキシコ
- ミャンマー
- オマーン - 2023年時点で、オマーン空軍が12機のPC-9を保有[6]。
- サウジアラビア
- スロベニア
- チャド
- タイ
- アメリカ合衆国

## 性能諸元
- 全幅：10.19m
- 全長：10.14m
- 全高：3.26m
- 主翼面積：16.28m2
- 空虚重量：1,725kg
- 最大離陸重量：2,350kg（曲技仕様）/3,200kg（汎用仕様）
- 兵装搭載量：1,220kg
- エンジン：プラット・アンド・ホイットニー・カナダ製PT6A-62ターボプロップ×1
- 推力：708 kW (950 shp)
- 最大運用速度：320kt（592km/h）
- 最大水平巡航速度：298kt（551km/h）
- 海面上昇率：1,183m/min
- 実用上昇限度：1,1580m
- 航続距離：860nm（1,590km）
- Gリミット：+7G、-3.5G
- 乗員：2名

## 参考資料
- The International Institute for Strategic Studies (IISS) (2024) (英語). The Military Balance 2024. Routledge. ISBN 978-1-032-78004-7
- 青木 謙知編 「Jwings戦闘機年鑑 2009-2010」 2009年 イカロス出版 ISBN 978-4-86320-157-6
- 分冊百科「週刊 ワールド・エアクラフト」No.125 2002年 デアゴスティーニ